# Сальсе
Сальсе (ісп. Salce) — муніципалітет в Іспанії, у складі автономної спільноти Кастилія-і-Леон, у провінції Самора. Населення — 113 осіб (2010).
Муніципалітет розташований на відстані близько 230 км на північний захід від Мадрида, 47 км на південний захід від Самори.

## Демографія
Динаміка населення (INE ):